# Людина на Ейфелевій вежі
«Людина на Ейфелевій вежі» (англ. The Man on the Eiffel Tower) — детективний фільм 1949 року.

## Сюжет
За романом Жоржа Сименона. Дія фільму відбувається в Парижі. Бідний студент-медик Йоханн Радек погоджується за гроші убити багату тітку якогось Біла Кирбі. Спочатку підозрюваним виявляється точильник ножів Ертен, проте, потім Мегре виходить на справжнього вбивцю. Починається переслідування, яке приводить детектива і вбивцю на Ейфелеву вежу.